# Bristol Rovers F.C.
Bristol Rovers Football Club er en engelsk fodboldklub fra byen Bristol. Klubben spiller i League Two. 
Klubben blev grundlagt i 1883 med navnet Black Arabs F.C., og var kendt under navnene Eastville Rovers og Bristol Eastville Rovers indtil 1899, hvor navnet blev ændret til det nuværende Bristol Rovers.

Klubben spiller sine hjemmekampe på Memorial Stadium.
- Wikimedia Commons har flere filer relateret til Bristol Rovers F.C.

| Fodbold | Spire Denne artikel om en fodboldklub er en spire som bør udbygges. Du er velkommen til at hjælpe Wikipedia ved at udvide den. |